# Aeonium velutinum
Aeonium velutinum là một loài thực vật có hoa trong họ Crassulaceae. Loài này được (N.E.Br.) Praeger miêu tả khoa học đầu tiên năm 1928.